# NGC 5393
NGC 5393 is een spiraalvormig sterrenstelsel in het sterrenbeeld Waterslang. Het hemelobject werd op 30 maart 1835 ontdekt door de Britse astronoom John Herschel.

## Synoniemen
- ESO 445-87
- MCG -5-33-35
- IRAS 13576-2838
- PGC 49863